# Upper Rideau Lake
Upper Rideau Lake är en sjö i Kanada.   Den ligger i countyt United Counties of Leeds and Grenville och provinsen Ontario, i den sydöstra delen av landet, 100 km sydväst om huvudstaden Ottawa. Upper Rideau Lake ligger 122 meter över havet. Arean är 13,8 kvadratkilometer. Den sträcker sig 6,6 kilometer i nord-sydlig riktning, och 8,0 kilometer i öst-västlig riktning.
Följande samhälle ligger vid Upper Rideau Lake:
- Westport (645 invånare)

Omgivningarna runt Upper Rideau Lake är en mosaik av jordbruksmark och naturlig växtlighet. Runt Upper Rideau Lake är det glesbefolkat, med 9 invånare per kvadratkilometer.